# إثارة جنسية
الاستثارة الجنسية أو الإثارة الجنسية (بالإنجليزية: sexual arousal) أو التهييج الجنسي (بالإنجليزية: sexual excitement) هي في الأغلب استثارة الرغبة الجنسية أثناء ممارسة النشاط الجنسي أو تمهيدًا له. يحدث عدد من الاستجابات الفسيولوجية في الجسم والدماغ تمهيدًا للإيلاج الجنسي وتستمر أثناءه. تؤدي إثارة الذكر إلى انتصاب العضو الذكري، وتتسبب إثارة الأنثى في زيادة تدفق الدم في الأنسجة الجنسية، مثل: الحلمتين، والمهبل، والبظر، والجدران المهبلية وترطيب المهبل. يمكن أن تؤثر المنبهات العقلية والجسدية مثل: التلامسات، والتقلبات الداخلية للهرمونات في الإثارة الجنسية.
تتكون الإثارة الجنسية من عدة مراحل قد لا تؤدي في نهايتها إلى حدوث نشاط جنسي فعلي يتجاوز الإثارة الذهنية والتغيرات الفسيولوجية المصاحبة لها. تبلغ الإثارة الجنسية ذروتها لدى البشر أثناء هزة الجماع الجنسية بعد القيام بالتحفيز الجنسي الكافي. ربما تكون الإثارة الجنسية هدفًا في حد ذاتها دون الرغبة في الوصول لهزة الجماع.

## المصطلح
هناك العديد من المصطلحات غير الرسمية والمفردات والألفاظ التي تصف الإثارة الجنسية، مثل: الشبق، والشهوة، والاهتياج، والغلم، والإغراء. يُطلق على الأمور التي تعجل الإثارة الجنسية لدى البشر المحفزات الجنسية أو المثيرات الجنسية أو محفزات الشهوة.

## الاضطرابات
تعتبر الإثارة الجنسية لدى معظم الناس تجربة إيجابية وجانبًا من جوانب حياتهم الجنسية، بل وتكون أمرًا يُسعى إليه في كثير من الأحيان. عادة ما يتمكن الشخص من التحكم في استجابته للإثارة. يعرف الأشخاص عادة ما هي الأمور أو المواقف التي قد تحفزهم جنسيًا، وقد يقررون حسب راحتهم خلق أو تجنب مثل هذه المواقف. على نحو مماثل، يتعرف الشريك الجنسي في الأغلب أيضًا على ما يحفز الشخص جنسيًا أو ما يثبط شهوته. يخجل بعض الأشخاص من حدوث الإثارة الجنسية لهم، إلى جانب أن البعض الآخر قد يكون مثبّطًا جنسيًا. لا يشعر بعض الأشخاص بالإثارة الجنسية في كل مرة يتعرضون فيها لمحفزات جنسية، ولا يستجيبون بطريقة جنسية في كل مرة يشعرون فيها بالإثارة. يمكن للشخص القيام ببعض الأنشطة الجنسية دون إثارة جنسية. يعتبر هذا أمرًا طبيعيًا، ولكنه يتوقف على النضج والسن والثقافة وغير ذلك من العوامل التي تؤثر على الشخص.
مع ذلك، عندما لا يُستثار الشخص بعد التعرض لأمور عادة ما تتسبب في إثارة جنسية ويكون ذلك بشكل دائم، قد يعزى ذلك إلى اضطراب الاستثارة الجنسية أو اضطراب الرغبة الجنسية قاصر النشاط. هناك العديد من الأسباب الكامنة وراء عدم إثارة الشخص منها الاضطراب النفسي، مثل: الاكتئاب أو تعاطي المخدرات، أو حالة طبية أو جسدية ما. ربما يعود عدم الإثارة الجنسية إلى عدم وجود رغبة جنسية عامة أو إلى عدم وجود رغبة جنسية تجاه الشريك الحالي. قد لا تكون لدى الشخص أية رغبة جنسية على الإطلاق أو قد تنخفض الرغبة الجنسية تدريجيًا من خلال الحياة. هناك أيضًا مسائل فلسفية ونفسية معقدة تحيط بالجنسانية. تؤدي المواقف التي يتخذها المرء تجاه الحياة والموت والولادة والآباء والأصدقاء والأسرة والمجتمع المعاصر والجنس البشري عمومًا ومكانة الشخص في العالم خصوصًا دورًا جوهريًا في تحديد الكيفية التي يستجيب بها الشخص تجاه مواقف جنسية بعينها.
من ناحية أخرى، قد يكون الشخص فرِط النشاط الجنسي -أي لديه رغبة مرتفعة غير معتادة في ممارسة أنشطة جنسية مقارنةً بالمعدل الطبيعي لذلك أو الثقافة المحيطة- أو يعاني من اضطراب الإثارة التناسلية المستمرة -وهو اضطراب عفوي دائم لا يمكن السيطرة عليه- ومن التغيرات الفسيولوجية المرتبطة بالإثارة الجنسية.

## علامات الإثارة الجنسية عند الإنسان
المكونات أو العلامات في وظائف الجسم للإثارة الجنسية تشتمل على تغيرات في أداء الدورة الدموية والتنفس واستجابة الأعضاء التناسلية، الإنتصاب عند الرجال والانتفاخ أو الاحتقان في الأنسجة المهبلية عند النساء، لكن وجود هذه العلامات لا يتوافق دوما مع تقييم الأفراد لحالة الإثارة الجنسية لديهم، مما قد يقترح أن التغييرات الفسيولوجية وحدها ليست الأمر الوحيد الذي نستخدمه للتقييم والجزم بدرجة الإثارة.
بخلاف معظم الحيوانات التي تحدث عندها الإثارة الجنسية في وقت معين من السنة يسمى موسم التزاوج، فإن الإنسان يمكن أن يحدث له إثارة جنسية في أي وقت إذا وجدت العوامل المساعدة.
| الإناث | الذكور |
| --- | --- |
| - زيادة حجم الثديين - انتصاب الحلمتين - إفرازات المهبل - تضخم البظر والشفرتين - توسع خلفية المهبل - تغير في شكل، لون وحجم الشفرتين | - انتصاب القضيب - افراز المذي (سائل شفاف من القضيب) - تراجع حشفة القضيب - تضخم الخصيتين - ارتفاع الخصيتين - زيادة سمك كيس الصفن |

## اقرأ أيضاً
- تقارير كينزي
- جنس (أحياء)
- انجذاب جنسي
- غريزة جنسية
- جماع
- توجه جنسي
- القضيب
- قذف مبكر
- ملحم القضيب
- قذف (أحياء)
- انتصاب
- ضعف جنسي
- ضعف الانتصاب
- مراحل العملية الجنسية
- سيلدينافيل
- جنس آمن
- منطقة الشهوة الجنسية
- القدرة الإرجازية